# Poder da Pirâmide
O Poder da Pirâmide se refere ao conjunto de conjecturas pseudocientíficas que atribuem um suposto poder sobrenatural às pirâmides construídas com as mesmas proporções da Grande Pirâmide de Gizé. Essa e outras especulações sobre pirâmides são tratadas coletivamente como piramidologia.
Não há evidências científicas que suportem essas ideias.

## Origem
Na década de 1930, Antoine Bovis, radiestesista francês, ficou admirado ao ver que um gato morto na Grande Pirâmide se encontrava desidratado, e não decomposto, como de costume. Mais tarde, realizou experiências com pequenos modelos da pirâmide, reproduzindo suas exatas proporções e colocou o modelo na mesma posição, com os lados virados para o norte, sul, leste e oeste. Depois, colocou um gato morto na pirâmide que havia construído e verificou que este também acabava por secar, o mesmo aconteceu com frutas e legumes.[carece de fontes?]
Segundo outra versão da história, Bovis ficou admirado por ver que os corpos presentes na Câmara Real não se tinham decomposto, mas sim mumificado. Regressando a França construiu um modelo à escala da pirâmide, no qual colocou um gato morto na posição correspondente à Câmara Real. O gato mumificou-se.

## Pseudociência
O neurologista e cético Terence Hines escreveu que o "poder da pirâmide" é uma pseudociência e que nenhum teste já realizado conseguiu fornecer qualquer evidência para as afirmações:

Influenciado pelas afirmações de Erich von Däniken de que as múmias egípcias tinham sido preservadas por algum processo desconhecido pela ciência, o poder das pirâmides tornou-se uma grande mania no mundo da pseudociência por um breve período em meados da década de 1970. A ideia era que a própria forma piramidal fosse mágica e preenchida com uma energia e um poder misteriosos... As afirmações de poder da pirâmide foram realmente testadas. Alter (1973) e Simmons (1973) mostraram que os recipientes em forma de pirâmide não eram mais eficazes do que qualquer outro formato na preservação da matéria orgânica (flores ou carne) colocada neles. Nem a colocação de lâminas de barbear cegas num suporte em forma de pirâmide lhes restaurou a afiação, contrariamente a uma afirmação frequente dos promotores do poder da pirâmide.
Em 2005, um episódio do programa televisivo MythBusters foi ao ar no Discovery Channel e um teste básico do poder da pirâmide foi realizado, usando pirâmides construídas de acordo com as especificações encontradas nas reivindicações dos crentes no poder da pirâmide, refletindo a localização da Câmara do Rei na Grande Pirâmide de Gizé. Várias especulações foram testadas, relativas ao apodrecimento de alimentos, ao apodrecimento de uma flor e ao afiamento de uma lâmina de barbear. Com os protocolos de controle aplicados, não houve qualquer diferença significativa entre os itens colocados nas pirâmides e os itens fora delas.